# Trent Dabbs
Trent Dabbs é um cantautor americano e foi criado em Jackson, Mississippi, mas se fixou lugar em Nashville para a cerreira profissional dele. Ele co-fundou o coletivo musical Ten Out of Tenn em 2005. Dabbs lançou oito álbuns solo e um auto-intitulado álbum colaborativo comalbum com Ashley Monroe desde a mudança dele para Nashville. O primeiro lançamento foi em 2005, Quite Often, produzido por Dennis Herring ganhou os ouvidos de Alexandra Patsavas e conseguiu um lugar no programa de televisão The O.C. e um local de abertura para R.E.M. no Ryman Auditorium.
Desde então as canções dele são tocadas em vários programas de televisão, incluindo Grey's Anatomy, Private Practice, One Tree Hill, Vampire Diaries, Pretty Little Liars, e Hawaii Five-0 e também no filme Nothing But the Truth.
Os créditos de composição de Trent incluem o single de Ingrid Michaelson, Girls Chase Boys, lançado em fevereiro de 2014. Ele escreveu várias canções que estão em 'Nashville' da ABC, incluindo a canção “Undermine” e "Don't Put Dirt On My Grave Just Yet" que ambos foram gravados por Hayden Panettiere e "Shine" que foi gravado e lançado por Sam Palladio.
Em 2012, Trent lançou o álbum de estreia da banda dele, Sugar & The Hi Lows. Ele e o colega de banda dele, um artista solo, Amy Stroup também lançaram um álbum de Natal, Snow Angel em novembro de 2012.
Em adição à carreira de Dabbs como um cantor, ele tem também coescreveu várias canções com outros artistas.
| Ano  | Canção                                | Artista                           | Álbum                            |
| ---- | ------------------------------------- | --------------------------------- | -------------------------------- |
| 2014 | "Girls Chase Boys"                    | Ingrid Michaelson                 | Lights Out                       |
| 2014 | "Time Machine"                        | Ingrid Michaelson                 | Lights Out                       |
| 2014 | "Stick"                               | Ingrid Michaelson                 | Lights Out                       |
| 2014 | "Open Hands"                          | Ingrid Michaelson                 | Lights Out                       |
| 2014 | "Ready To Lose"                       | Ingrid Michaelson                 | Lights Out                       |
| 2014 | "Everyone Is Gonna Love Me Now"       | Ingrid Michaelson                 | Lights Out                       |
| 2014 | "Don't Put Dirt On My Grave Just Yet" | Hayden Panettiere                 | Nashville Soundtrack             |
| 2013 | "Shine"                               | Sam Palladio                      | Nashville Soundtrack             |
| 2012 | "Undermine"                           | Hayden Panettiere & Charles Esten | Nashville Soundtrack             |
| 2013 | "Waves That Rolled You Under"         | Young Summer                      | Fever Dream EP                   |
| 2013 | "Fever Dream"                         | Young Summer                      | Fever Dream EP                   |
| 2013 | "Why Try"                             | Young Summer                      | Fever Dream EP                   |
| 2014 | "Taken"                               | Young Summer                      | Fever Dream EP                   |
| 2009 | "Lifeline"                            | Mat Kearney                       | City of Black & White            |
| 2012 | “Last One Leaving” - Single           | Tyler Bryant & the Shakedown      | Example                          |
| 2010 | "Add It Up"                           | Andrew Belle                      | The Ladder                       |
| 2010 | "Look So Easy"                        | Dave Barnes                       | What We Want, What We Get        |
| 2012 | "Pop Gun"                             | Erin McCarley                     | Stadium Electric                 |
| 2011 | "Oh My Darlin"                        | Katie Herzig                      | The Waking Sleep                 |
| 2010 | "Holdin Us Back" - Single             | Katie Herzig                      |                                  |
| 2010 | "Rain Or Shine"                       | Matthew Perryman Jones            | The Distance In Between          |
| 2009 | "Out of Reach"                        | Matthew Perryman Jones            |                                  |
| 2011 | "Just You"                            | Amy Stroup                        | The Other Side Of Love           |
| 2011 | "Chin Up"                             | Amy Stroup                        | The Other Side Of Love           |
| 2011 | "Come On Back"                        | Amy Stroup                        | The Other Side Of Love           |
| 2011 | "I'm In"                              | Amy Stroup                        | The Other Side Of Love           |
| 2012 | "On A Day Just Like Today"            | Gabe Dixon                        | One Spark                        |
| 2008 | "Shine"                               | Ashley Monroe                     |                                  |
| 2008 | "Everything I Wanted"                 | Ashley Monroe                     |                                  |
| 2010 | "Someday Our King Will Come"          | Natalie Grant                     | Love Revolution                  |
| 2012 | "Charmed Life"                        | Joy Williams                      | One of Those Days                |
| 2012 | "Turnaround"                          | Joy Williams                      | "Songs From This" - EP           |
| 2012 | "Golden Thread"                       | Joy Williams                      | "Songs From This" - EP           |
| 2012 | "We Are"                              | Joy Williams                      | We Are (Single)                  |
| 2009 | "More Than I Asked For"               | Joy Williams                      | More Than I Asked For            |
| 2009 | "10 Stories"                          | Michelle Featherstone             | Blue Bike                        |
| 2009 | "Where My Head Is"                    | Andy Davis                        | New History                      |
| 2007 | "Believable Doubt"                    | Andy Davis                        | Let The Woman                    |
| 2008 | "Keep Faith"                          | Matt Wertz                        | Under The Summer Sun             |
| 2008 | "Let Me Love You"                     | Josh Wilson                       | Trying To Fit The Ocean In A Cup |

## Discografia
- 2004: Quite Often

1. Abigail
2. Diamonds Don't Shine
3. It's Not Like That
4. On Heavy
5. Yesterday's Apology
6. Quite Often
7. January Lights
8. Worst Fears
9. TV Jealousy
10. The Love Goes

- 2006: What's Golden Above Ground

1. Harlem Rosewood
2. What's Golden Above Ground
3. Riverbell Garden
4. Fireworks In Virginia
5. Your Guess
6. Sylvan Park
7. Forward Looking Back
8. Translation
9. Watching Brooklyn

- 2007: Ashley Monroe and Trent Dabbs

1. I'm Coming Over
2. Laying Low
3. See Right Through
4. Now That I Know
5. Gone

- 2008: Decade Fades

1. The Water
2. New Morning
3. Helpless State
4. Sleepwell Chicago
5. Stare At A Stranger
6. Shine

- 2010: Your Side Now (produzido por Thomas Doeve)

1. Wake Up Call
2. Dear Jane
3. Your Side Now
4. Rain or Shine
5. Inside These Lines
6. Red Colored Roses
7. Nothing Left To Leave
8. Wishful Thinking
9. Look Back On (iTunes bonus)

- 2010: 'Transition (produxido por Thomas Doeve)

1. Off We Go (featuring Erin McCarley)
2. Same Way Twice
3. Counting Sleep
4. One Light Wondering
5. Call It What It Is
6. Until You Won Me Over
7. Looking Up

- 2011: Southerner (produzido por Jeremy Bose)

1. Leave To See
2. Keep Me Young
3. Don't Blame Love
4. Catch Me Up To Speed
5. Neil Young
6. Follow Suit
7. Me & God
8. Can I Cross Your Mind
9. Paper Trails
10. Southerner

- 2012: Future Like Snow

1. One Last Look
2. Come To Life
3. The Day Is Long, The Night Is You
4. Hoping For Home
5. I'm Not OK
6. The Losing Touch
7. Read 'Em And Weep
8. Wrap My Mind Around You
9. What You See In Her
10. Better Off Now
11. Future Like Snow (Feat. Lori McKenna)

- 2013: The Way We Look At Horses

1. The Way We Look At Horses
2. She's My Destination
3. Mountain Song
4. The Last Of Its Kind
5. Midnight Walls
6. Confetti Girl
7. A Thousand Nights
8. Time Decides
9. Start Tomorrow
10. Natural Causes

## Coloborações na TV
Alias
- This Time Tomorrow

Bones
- Keep Me Young

Grey's Anatomy
- Your Side Now

Ghost Whisperer
- Inside These Lines

Nashville
- Don't Put Dirt On My Grave Just Yet
- Acting The Part
- Ammunition
- Undermine
- Shine

One Tree Hill
- Until You Won Me Over
- Inside These Lines
- Odds Of Being Alone
- Look Back On
- Same Way Twice
- This Time Tomorrow
- Take It All In
- Follow Suit
- Off We Go

Hawaii Five-0
- Leave To See

Life Unexpected
- Odds Of Being Alone

World Of Jenks
- Odds Of Being Alone

The Chase
- Call It What It Is

The Vampire Diaries
- Counting Sleep
- Last Kiss
- Means To An End
- Losing Ground
- Wrap My Mind Around You

The Mountain
- Yesterdays Apology

The OC
- Love Goes

October Road
- It's Not Like That
- What's Golden Above Ground

The Hills
- What's Golden Above Ground

Pretty Little Liars
- Better Off Now
- Counting Sleep
- Stay By Me
- Follow Suit
- Turn Our Eyes Away
- This Time Tomorrow

Private Practice
- This Time Tomorrow

So You Think You Can Dance
- Inside These Lines

Parenthood
- Odds of Being Alone

Flashpoint
- Come To Life

NCIS
- Better Off Now

Drop Dead Diva
- I'm Not OK (versão cover)

The Arrow
- Vertigo

Mistresses
- I'm not OK

## Videoclipes
| Ano  | Vídeo                | Diretor     |
| ---- | -------------------- | ----------- |
| 2010 | "Inside These Lines" | Becky Fluke |
| 2011 | "Follow Suit"        | Becky Fluke |